# Sistema lacrimal
O sistema lacrimal ou aparelho lacrimal engloba as glândulas lacrimais e as vias de drenagem da lágrima para o nariz.
Cada olho possui um par de  glândulas lacrimais, atrás e ao lado do olho. As glândulas lacrimais secretam fluido lacrimal, uma solução de água e sais, cuja função é umedecer o olho. Quando há excesso de fluido, como acontece em fortes emoções, acontece o choro, onde o excesso de fluido escorre nos dutos nasolacrimais, que levam este excesso ao nariz.

## Lista de Imagens

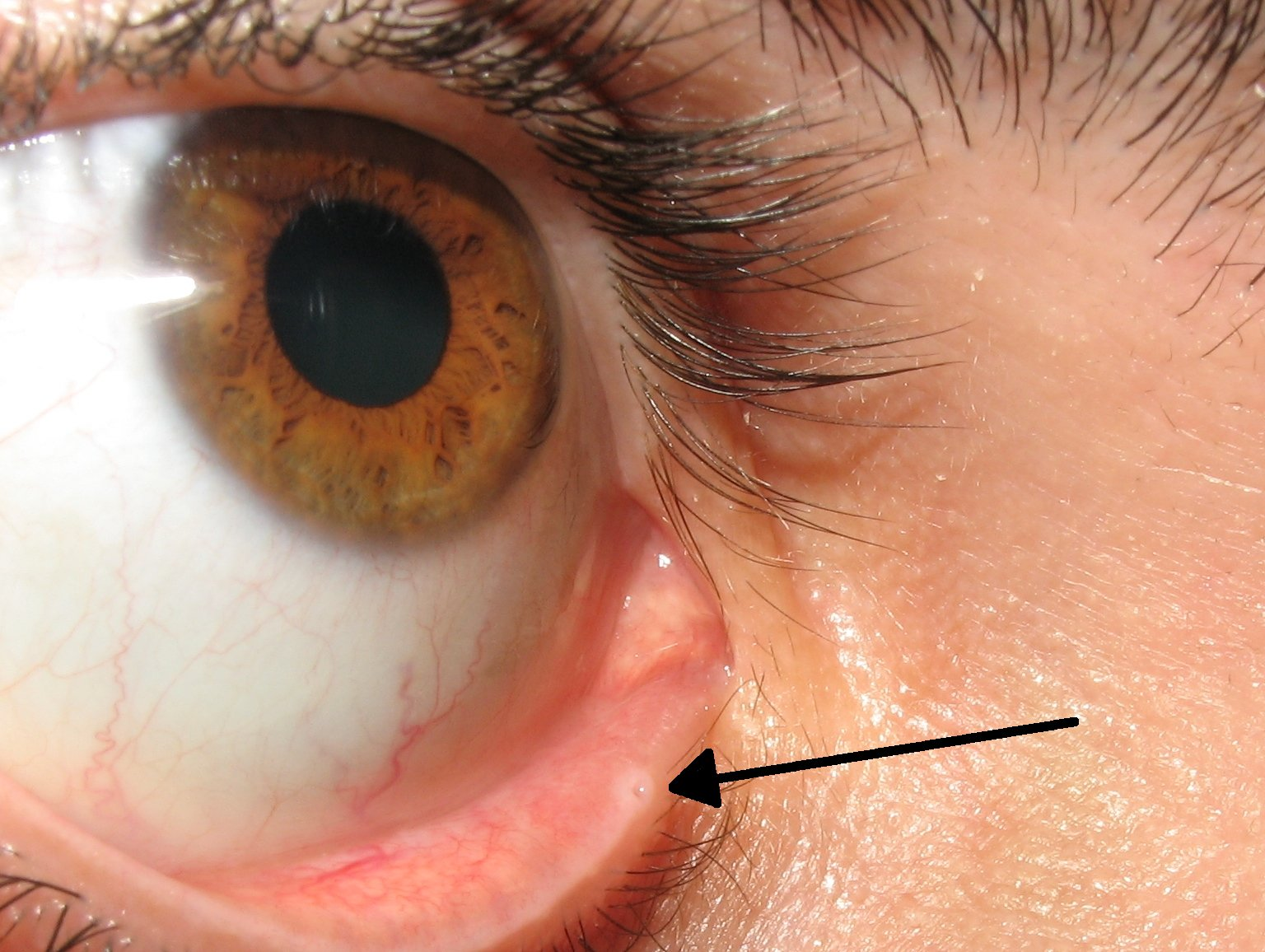
Ponto lacrimal inferior em evidência.